# Oum Toub
Oum Toub (em árabe: أم الطوب) é uma comuna localizada na província de Skikda, Argélia. De acordo com o censo de 2008, a população total da cidade era de 34 458 habitantes.